# 蒙山银矿遗址
蒙山银矿遗址位于中国江西省上高县城南30公里的蒙山，是宋元明时期的银矿遗址，2013年被列为第七批全国重点文物保护单位。
蒙山地处上高县与新余市渝水区、分宜县交界处，有峭壁名“太子壁”，传说南宋时期皇太子曾到此督察银冶，故而得名。顾祖禹《读史方舆纪要》卷八十四记载：“宋宁宗庆元六年有银铅发泄于蒙山，于是即蒙山置场。”宝祐三年（1255年）第一次封禁。忽必烈在至元十三年（（1276年）占据江南之初，就在蒙山设置银场提举司，隶属中书省中政院管辖，主办官提举秩正四品，从此元代成为蒙山银矿历史上最兴盛的时期。明永乐四年(1406年)，因矿源逐渐枯竭，将银矿封闭，但此后仍有盗掘现象，因弊端颇多，万历二十三年第二次立碑封禁。从此蒙山银矿步被历史所尘封。蒙山银矿规模宏大，在太子壁地区，方圆22.5平方公里范围内布有采矿银洞17处，其中一、二号洞井，垂直深度140米，水平长度170米，最宽处10.5米，最狭处0.5米；四号洞井，垂直深度120米，水平长度200米。1977年9月27、29日，吉林省农安县三宝乡出土元代蒙山银场的岁课银锭“元字号”、“天字号”二枚，各镌“蒙山银课”及铭文。这是史上首次发现蒙山银矿产品，也是首次发现岁课银锭。